# Bataille de Xuzhou
Guerre sino-japonaise (1937-1945),
Seconde Guerre mondiale
Batailles
Seconde Guerre mondiale : batailles de la Guerre sino-japonaise
- Incident du pont Marco-Polo
- Shanghai
- Taiyuan
- Xinkou
- Pingxingguan
- Taierzhuang
- Xuzhou
- Nankin
  - bataille
  - massacre
- lac Khassan
- Wuhan
- Nanchang
- Khalkhin Gol
- Suixian-Zaoyang
- Changsha (1re)
- Guangxi
- Henan
- Zaoyang-Yichang
- Cent Régiments
- Shanggao
- Sud-Shanxi
- Changsha (2e)
- Pacification du Mandchoukouo
- Changsha (3e)
- Hubei
- Changde
- Ichi-Go
- Changsha (4e)
- Guilin-Liuzhou
- Reconquête chinoise

Guerre du Pacifique
Front d'Europe de l'ouest
Front d'Europe de l'est
Campagnes d'Afrique, du Moyen-Orient et de Méditerranée
Bataille de l'Atlantique
Théâtre américain
La bataille de Xuzhou opposa l'armée nationale révolutionnaire chinoise à l'armée impériale japonaise pendant la guerre sino-japonaise. Elle vit la victoire des troupes japonaises.
Par cette bataille, les Japonais encerclaient le quartier général de la 5e armée chinoise dans le Jiangsu. Après avoir été repoussés à Tai'erzhuang, les Japonais reprirent leur encerclement de Xuzhou, en passant par le nord et par le sud.
D'autres renforts japonais étant en route, la situation apparaissait comme désespérée pour les Chinois. Tchang Kaï-chek ordonna donc l'évacuation de Xuzhou pour se concentrer sur la défense de Wuhan. Malgré leur victoire militaire, les Japonais étaient trop peu nombreux pour réaliser un encerclement complet des forces chinoises, ce qui permit à une grande partie des troupes de l'Armée nationale révolutionnaire de s'extraire de Xuzhou et d'éviter l'anéantissement complet de leurs forces présentes.